# Nebiryraw I
Sewadjenre Nebiryraw (còn gọi là Nebiriau I, Nebiryerawet I) là một pharaon của Ai Cập cổ đại thuộc Vương triều thứ 16 nằm tại Thebes, trong Thời kỳ Chuyển tiếp thứ Hai. Ông trị vì từ năm 1627 – 1601 TCN.

## Triều đại
Trên cuộn giấy cói Turin, ông được ghi lại là có một triều đại kéo dài 26 năm và được kế vị bởi vị vua có cùng tên với ông là Nebiryraw II, ông ta có thể là con trai của ông. Tất cả các con dấu được Nebiryraw cho ban hành đều được làm từ đất sét hoặc thủy tinh thay vì là bằng steatite như thường lệ, điều này ngụ ý rằng không có bất cứ đoàn viễn chinh khai thác mỏ nào được phái tới khu vực Sa mạc phía Đông của Ai Cập dưới triều đại của ông. Hai con dấu của nhà vua được tìm thấy tại Lisht, mà vào thời điểm này đang nằm dưới sự cai trị của người Hyksos; phát hiện này có thể chứng minh cho mối quan hệ ngoại giao giữa vương triều ở Thebes và người Hyksos dưới triều đại của Nebiryraw, mặc dù vậy điều này là không chắc chắn.

## Chứng thực
Ngoài việc được nhắc đến trong bản Danh sách Vua Turin và các con dấu được nói đến ở trên, Nebiriau I chủ yếu được biết đến từ tấm "Bia đá Pháp lý", một văn bản hành chính có niên đại là vào năm trị vì đầu tiên của nhà vua, hiện lưu tại bảo tàng Cairo (số hiệu JE 52.453). Cũng tại Cairo, có một dao găm đồng mang tên ngai của ông, được phát hiện bởi Flinders Petrie trong một nghĩa trang tại Hu vào cuối năm 1890. Nebiryraw cũng được mô tả cùng với nữ thần công lý Ma'at trên một tấm bia nhỏ, là một phần của bộ sưu tập Ai Cập nằm ở Bonn.
Tên ngai của Nebiryraw, Sewadjenre (cùng với các tính ngữ "vị thần rộng lượng" và "đã băng hà") xuất hiện trên đế của một bức tượng bằng đồng của vị thần Harpocrates ngày nay nằm tại Cairo (JE 38189), song song với các tên hoàng gia khác, hai trong số đó – Ahmose và Binpu – dường như thuộc về các vị hoàng tử của vương triều thứ 17 mà sẽ thay thế vương triều thứ 16 một thời gian ngắn sau đó. Bức tượng này còn đề cập tới một "vị thần rộng lượng Neferkare, đã băng hà", mà thường được cho là tên ngai của người con trai và người kế vị của Nebiryraw, Nebiryraw II. Tuy nhiên, bức tượng này rõ ràng không cùng thời, bởi vì sự thờ cúng thần Harpocrates được giới thiệu vào thời kỳ Ptolemaios tức là khoảng 1500 năm sau thời đại của những người được nhắc đến trên bức tượng này sống.